# Ла-Флашер
Ла-Флашер (фр. La Flachère) — коммуна во Франции, находится в регионе Рона — Альпы. Департамент коммуны — Изер. Входит в состав кантона От-Грезиводан. Округ коммуны — Гренобль.
Код INSEE коммуны — 38166. Население коммуны на 2012 год составляло 453 человека. Населённый пункт находится на высоте от 319 до 920 метров над уровнем моря. Муниципалитет расположен на расстоянии около 480 км юго-восточнее Парижа, 100 км юго-восточнее Лиона, 30 км северо-восточнее Гренобля. Мэр коммуны — Брижит Соррель, мандат действует на протяжении 2014—2020 гг.
Динамика населения (INSEE):